# Littleton Common
Littleton Common är en census-designated place i kommunen Littleton i Middlesex County i delstaten Massachusetts, USA.